# Паракорд

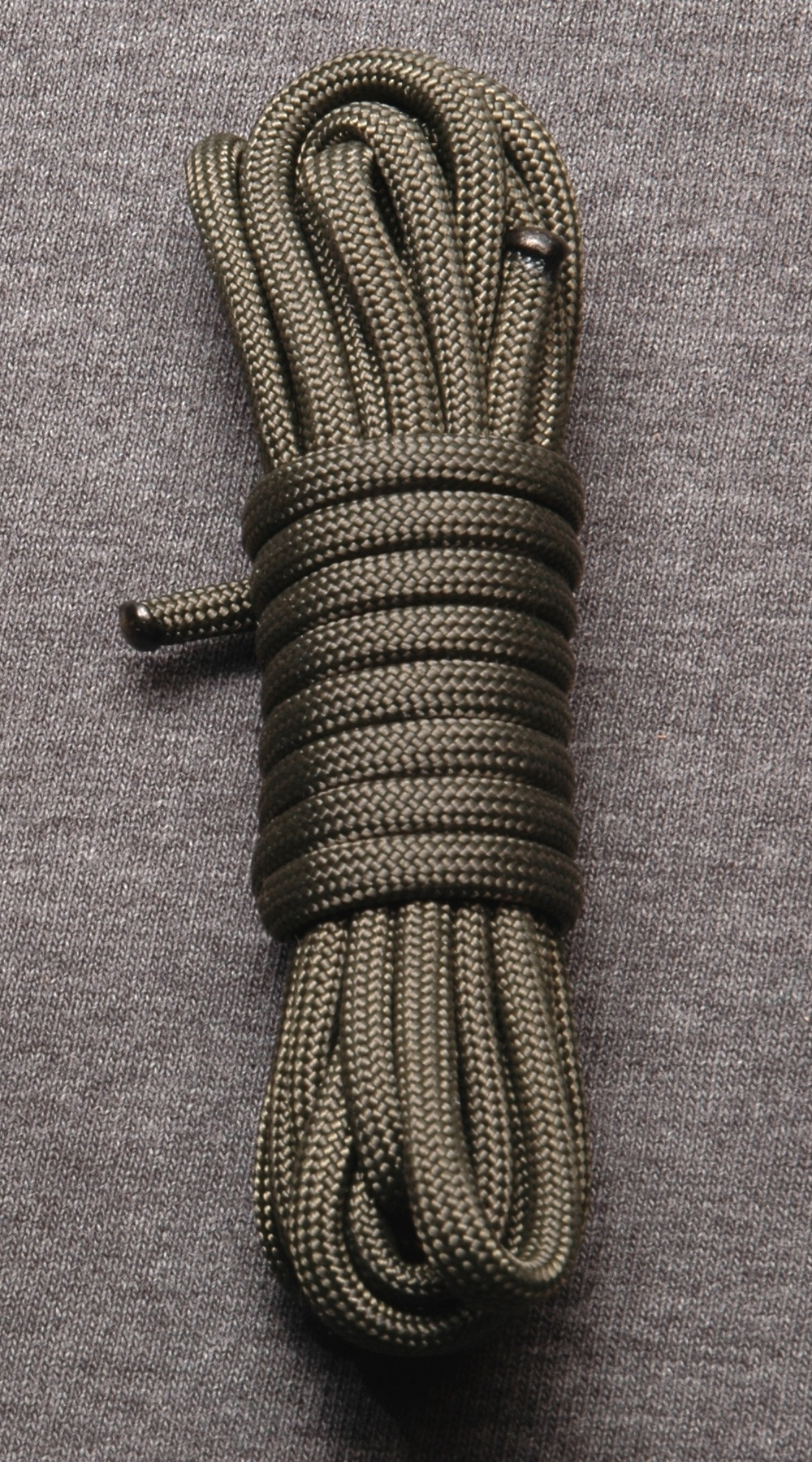
Котушка комерційного парашутного шнура 3 m

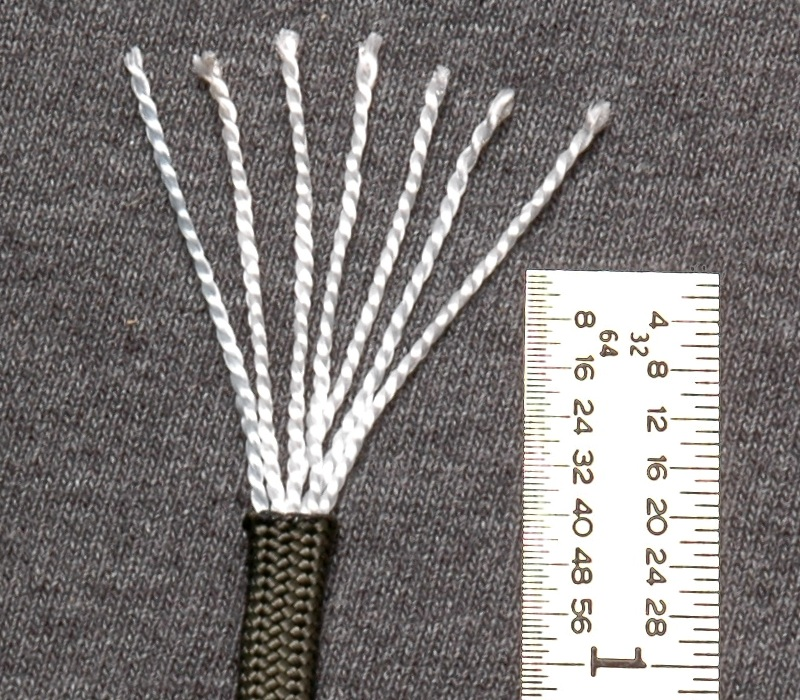
Оболонка цього комерційного парашутного шнура сплетена з 32 ниток, а серцевина складається із семи двошарових ниток.

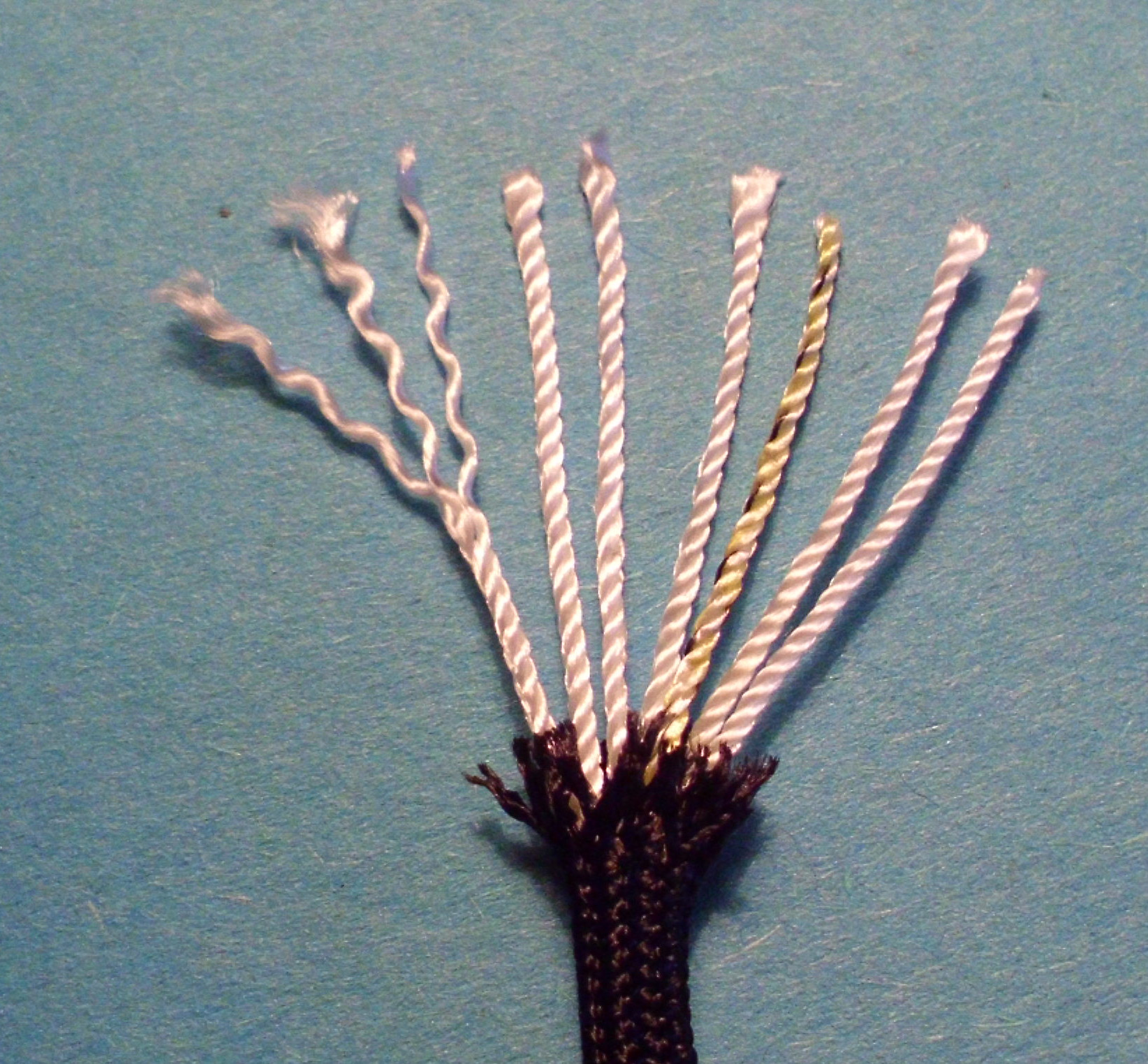
Справжній паракорд MIL-SPEC MIL-C-5040 типу III має 7 внутрішніх шнурів, кожен з яких складається з 3 ниток.

Парашутний шнур (також паракорд або шнур 550, якщо йдеться про паракорд типу III) — це легка нейлонова мотузка, яка спочатку використовувалася у виробництві парашутів. Зараз його використовують також у побуті. Астронавти використовували цей універсальний шнур  під час 82-ї місії космічного шатлу для ремонту космічного телескопу Хаббла.
Плетена оболонка зазвичай складається із 32 переплетених ниток, завдяки чому має відносно гладку структуру. Повністю нейлонова конструкція робить паракорд трохи еластичним.
Сучасні технічні стандарти виробництва шнура для використання у парашутах опубліковані Асоціацією парашутної промисловості. Військовий стандарт США MIL-C-5040H (вже не діючий) вимагав, щоб матеріалом був нейлон. Подібні стилі шнура виготовляються з інших матеріалів, таких як поліестер.

## Використання
Історично пов'язаний з повітряно-десантними підрозділами та дивізіями, зараз паракорд не використовується як мотузка для сучасних "квадратних" парашутів. Однак він продовжує використовуватися багатьма військовими частинами практично в будь-якій ситуації, коли потрібна легка мотузка. Типове використання:
- прикріплення обладнання до ременів
- як шнурочки-утримувачі, щоб уникнути втрати дрібних або важливих предметів
- для прив’язування рюкзаків до багажників транспортних засобів
- для кріплення маскувальних сіток до дерев чи транспортних засобів, тощо.

Паракорд із намистинами можна використовувати як лічильник темпу, щоб оцінити відстань, пройдену пішки.
Нитки серцевини (їх зазвичай називають «кишками») також можна видалити, коли потрібна тонка швейна нитка для ремонту спорядження або для використання як волосінь при "виживанні". Коли потрібен тонший або менш еластичний шнур (наприклад, як шнурки для взуття), користувачі часто витягують плетену серцевину та використовують лише нейлонову оболонку. Кінці можна обплавити та/або обжати, щоб не торочились.

Запатентований шнур SurvivorCord (MIL-SPEC 550 Paracord, з вплетеними волосінню, розпалювачем вогню та дротом для пастки)

Існують також сучасні версії парашутного шнура, що містять нетипові нитки для виживання у серцевині, такі як волосінь, вогняний трут і навіть дріт для пастки.

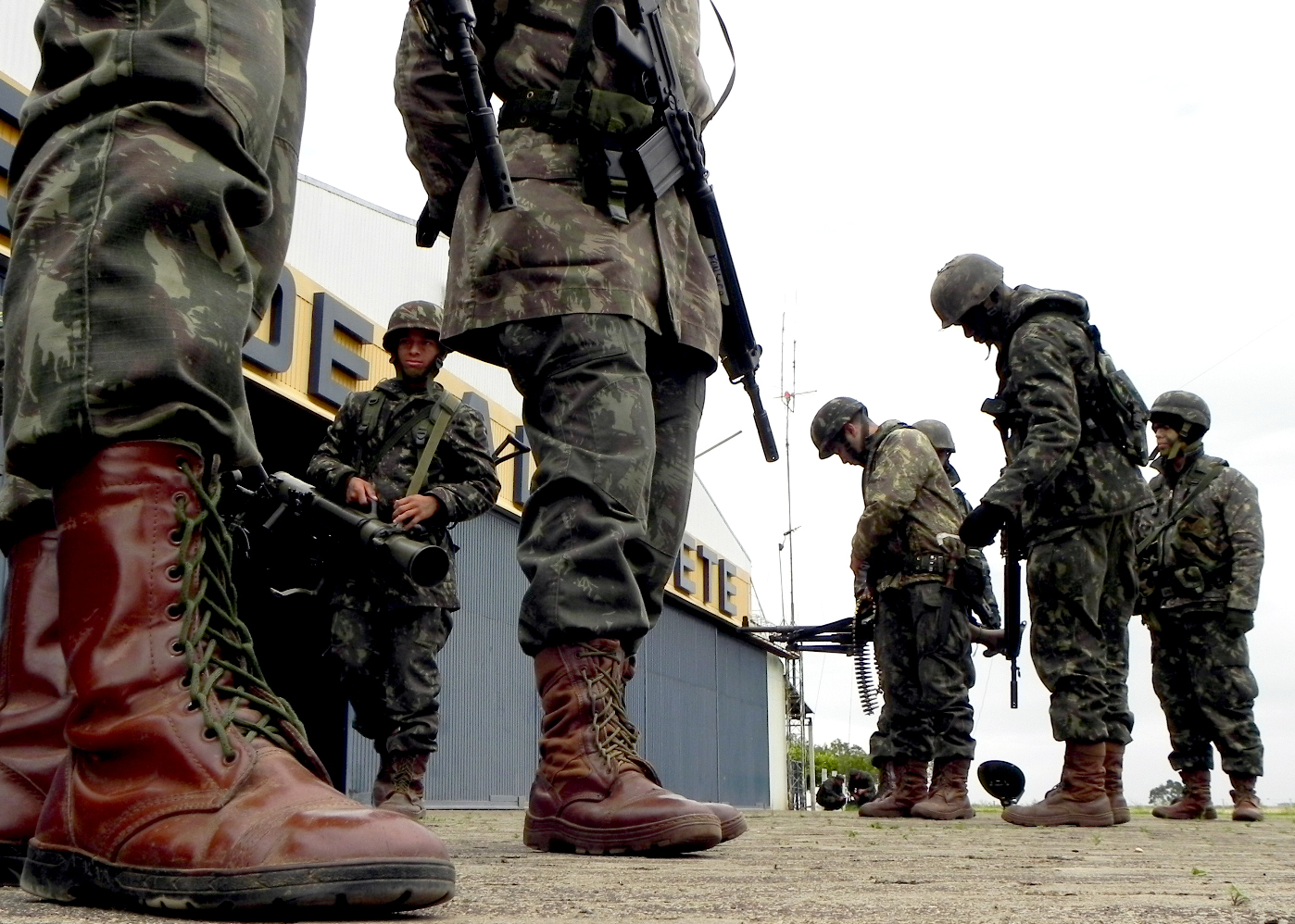
Cobwebbing.

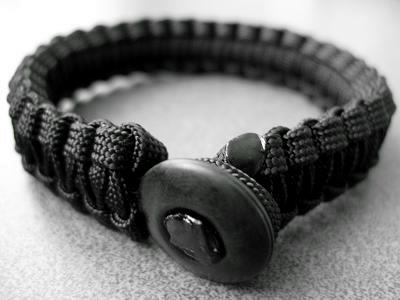
Типовий браслет зі шнура 550.

Окрім суто службових функцій, паракорд можна використовувати для створення вузликових або плетених браслетів, шнурків-утримувачів, ременів та інших декоративних елементів. Іноді їх зв’язують таким чином, що їх можна легко розплести для використання при виживанні. Часто паракорд поєднують з іншими компонентами виживання і створюють щоденні комплекти для виживання.
Властивості, які солдати цінують у паракорді, також корисні й для цивільного застосування. Після Другої світової війни парашутний шнур став доступним для цивільного населення, спочатку як військовий надлишок, а потім й у роздріб у різних магазинах із надлишками та на веб-сайтах. Виріб, позначений як паракорд, може не відповідати конкретному військовому типу та мати різний склад, якість, колір або міцність. Зразки особливо низької якості можуть мати меншу кількість ниток в оболонці чи серцевині, та мати серцевину зроблену з об’ємного волокна, а не з окремих ниток, або містити матеріали, відмінні від нейлону.
Паракорд також використовувався для виробництва батога. Довговічність та універсальність цього матеріалу виявилася корисною для крекерів та ентузіастів. Оскільки нейлон не гниє і не пліснявіє, він став відомим як матеріал з виготовлення батогів для будь-якої погоди.

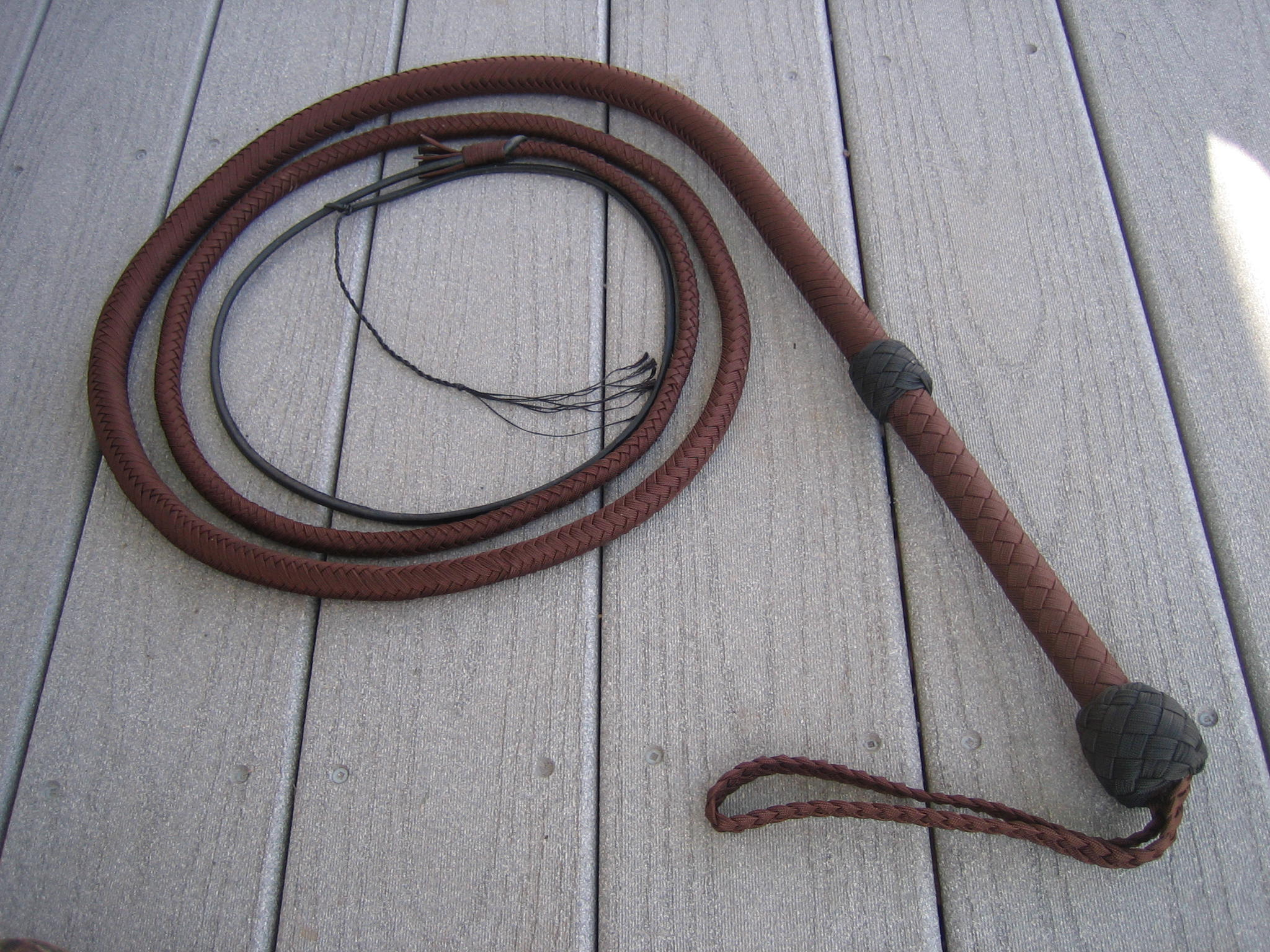
Коричневий нейлоновий батіг

Туристи та любителі спорту на свіжому повітрі іноді використовують «браслети виживання», виготовлені з паракорду, який сплетений у компактну форму, і який можна носити на руці. Такі браслети розмотують, коли потрібна мотузка для:
- закріплення вантажу
- зв’язування жердин
- кріплення зламаних пасків чи ременів
- допомоги при порятунку на воді.

Молодим прихильникам виживання (таким як пластуни та бойскаути), також передають важливі знання з використання паракорду як засобу виживання. З іншого боку, паракорд є поганим для використання турнікетом, оскільки його малий діаметр розчавить тканину, не створивши необхідного тиску для зупинки кровотечі.
Інше використання парашутного шнура — для перев'язування ударних інструментів, таких як ксилофон, маримба або вібрафон.
А також як нейлонова стрічка — міцна, дешева тканина, сплетена у вигляді плоскої стрічки або трубки, яка також часто використовується замість мотузки .
Парашутний шнур також використовується у виробництві таких предметів, як шнурки-тримачі, ремені, повідки для собак, чотки та брелки. Він стає все більш популярним, оскільки виробники відкривають цей матеріал.

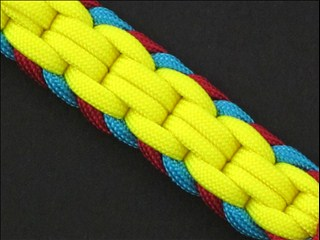
Техніка декоративного в'язання паракорду

## Зовнішні посилання
- Вікісховище має мультимедійні дані за темою: Паракорд